# Arbeiterkinder
Unter Arbeiterkindern werden, neben der reinen Wortbedeutung „Kinder von Arbeitern“, Kinder oder Jugendliche mit Zugehörigkeit zu einer sozialen Schicht verstanden, die über geringeres Einkommen, Ansehen und Bildungschancen verfügen. Der Begriff hat eine biographische Bedeutung, da das Umfeld der ersten Lebensjahre besonders prägend ist. Diese Prägung beschrieb Pierre Bourdieu mit dem Konzept des Habitus, der durch die Zugehörigkeit zu einer sozialen Schicht konditioniert wird und zugleich Klassenlagen reproduziert.

## Bedeutung
Der Ausdruck Arbeiterkinder entstand mit dem Beginn der Industrialisierung, als vor allem Menschen mit geringem Bildungsstand und niedrigem sozialem Status ihren Lebensunterhalt mit gering bezahlter Lohnarbeit bestritten. Deren Kinder verfügten in der Regel über keine Chancen zum gesellschaftlichen Aufstieg, da ihnen der Zugang zu Bildungsressourcen aus primär finanziellen Gründen verwehrt war, während der Nachwuchs von Unternehmern, höheren Beamten und Akademikern von Anfang an auf das gesellschaftliche Niveau der Eltern gehoben wurde.

### Heutiges Verständnis
In der heutigen europäischen Gesellschaft ist der Ausdruck in seiner ursprünglichen Bedeutung nur noch bedingt anwendbar. Einerseits fehlt es außerhalb der marxistischen Klassentheorie an einem einheitlichen Verständnis des „Arbeiter“-Begriffs, unter den im weiteren Sinne auch qualifizierte und gut bezahlte Berufstätigkeiten, etwa als Facharbeiter gefasst werden. Andererseits sind die Merkmale Armut, geringes Sozialprestige und soziale Benachteiligung in Zeiten enormer Erwerbslosigkeit gesellschaftlich breiter gestreut und treffen etwa auch Arbeitslose, Alleinerziehende, Migranten, kranke und behinderte Menschen. Trotz dieser Veränderung wird Arbeiterkinder in Presse und wissenschaftlicher Darstellung zuweilen noch synonym für Kinder mit einem familiären Hintergrund verwendet, der über wenig finanzielles, soziales und kulturelles Kapital verfügt und vorwiegend körperliche Arbeit leistet.

### Marxismus
Nach marxistischer Auffassung stehen im Kapitalismus Arbeiterkinder vor vielen Bildungsbarrieren, da das Verwertungsinteresse des Kapitals den Umfang und die Grenzen der Bildung bestimme.
In seiner „Kritik des Gothaer Programms“ der SPD („Randglossen zum Programm der deutschen Arbeiterpartei“) forderte Karl Marx: Durch ein allgemeines Gesetz die Mittel für die Volksschule bestimmen, ist etwas ganz anderes als den Staat zum Volkserzieher zu ernennen. Vielmehr sind Regierung und Kirche gleichmäßig von jedem Einfluss auf die Schule auszuschließen. Er forderte technische Schulen, die theoretischen und praktischen Unterricht bieten: „Polytechnische Erziehung“.
Auf Russland bezogen fand kurz nach der Jahrhundertwende eine kultur- und bildungstheoretische Kontroverse zwischen Bogdanow und Lenin statt, in der es unter anderem darum ging, ob nach der Revolution ein strukturell und inhaltlich neues arbeiter- und arbeiterkindergerechtes Bildungssystem (Arbeiteruniversitäten) aufgebaut werden solle, oder ob weitgehend bürgerliche Werte und Ordnungen übernommen werden sollten. Bogdanows Proletkult-Bewegung unterlag in diesem Streit.
Nach der Oktoberrevolution 1917 erließ der Rat der Volkskommissare eine Deklaration über ein einheitliches, barrierenloses Bildungssystem, das vom Kindergarten bis zur Universität führen sollte. Es wurde anfangs versucht, reformpädagogische Ansätze in den überall aus dem Boden gestampften Schulen umzusetzen. Der erste Volkskommissar A. W. Lunatscharski (1875–1933) bezog sich mit der Etablierung von Arbeitsschulen auf den Theoretiker Pawel Blonski (1884–1941), der die innere Entwicklung der Kinder forderte. Lenin stand dem skeptisch gegenüber, und vor allem unter Stalin wurden die reformpädagogischen Konzepte zurückgedrängt.
Marxisten wie Otto Rühle und Wilhelm Reich, die in der Weimarer Republik praktische pädagogische Erfahrungen mit Arbeiterkindern und Arbeiterjugendlichen sammeln konnten, kritisierten Einstellung und Verhalten der KPD gegenüber Arbeiterkindern als autoritär. Eugen Rosenstock-Huessy wirkte als Pionier bei den Versuchen, in freiwilligen Arbeits- und Studienlagern Arbeiter- und bürgerliche Jugendliche in ihren Erlebnis- und Denkwelten füreinander verständlich zu machen.

## Arbeiterkinder in Zeiten der frühen Industrialisierung
In den Anfängen der Industrialisierung beschrieb Friedrich Engels die Lage der Arbeiter in England. Er berichtet, dass um 1840 die durchschnittliche Lebenserwartung in Liverpool der unteren Schichten überhaupt nur 15 Jahre betrug. Dies war bedingt durch die hohe Kindersterblichkeit. In Manchester starben über 57 % der Arbeiterkinder vor dem fünften Lebensjahr, in den höheren Schichten nur 20 %. In den Industriestädten vervielfachten sich die Todesfälle von armen Kindern bei Krankheiten wie Pocken, Masern, Keuchhusten, Scharlachfieber, Wasser im Gehirn und Krämpfen. Zudem seien die Arbeiterkinder sehr vernachlässigt, da beide Elternteile arbeiteten, wenn sie überhaupt noch lebten. Nirgends kämen so viele Kinder durch Unfälle ums Leben wie in den großen Städten Englands. Lange Arbeitszeiten, ein hoher Krankenstand und Laster wie Alkoholismus führten zu einer Verrohung und Zerrüttung der Familien. Die ohne Schulbildung von früher Kindheit an durch Arbeit und Disziplin der Fabrik geformten Erwachsenen waren häufig nicht in der Lage, ihre Situation genau einzuschätzen oder etwas dagegen zu unternehmen.
In Ermangelung medizinischer Versorgung war es üblich, dass selbst kleine Arbeiterkinder Branntwein und als Medizin verkauftes Laudanum (Opium) von ihren überforderten und oftmals selbst alkoholabhängigen Eltern bekamen.

### Kinderarbeit

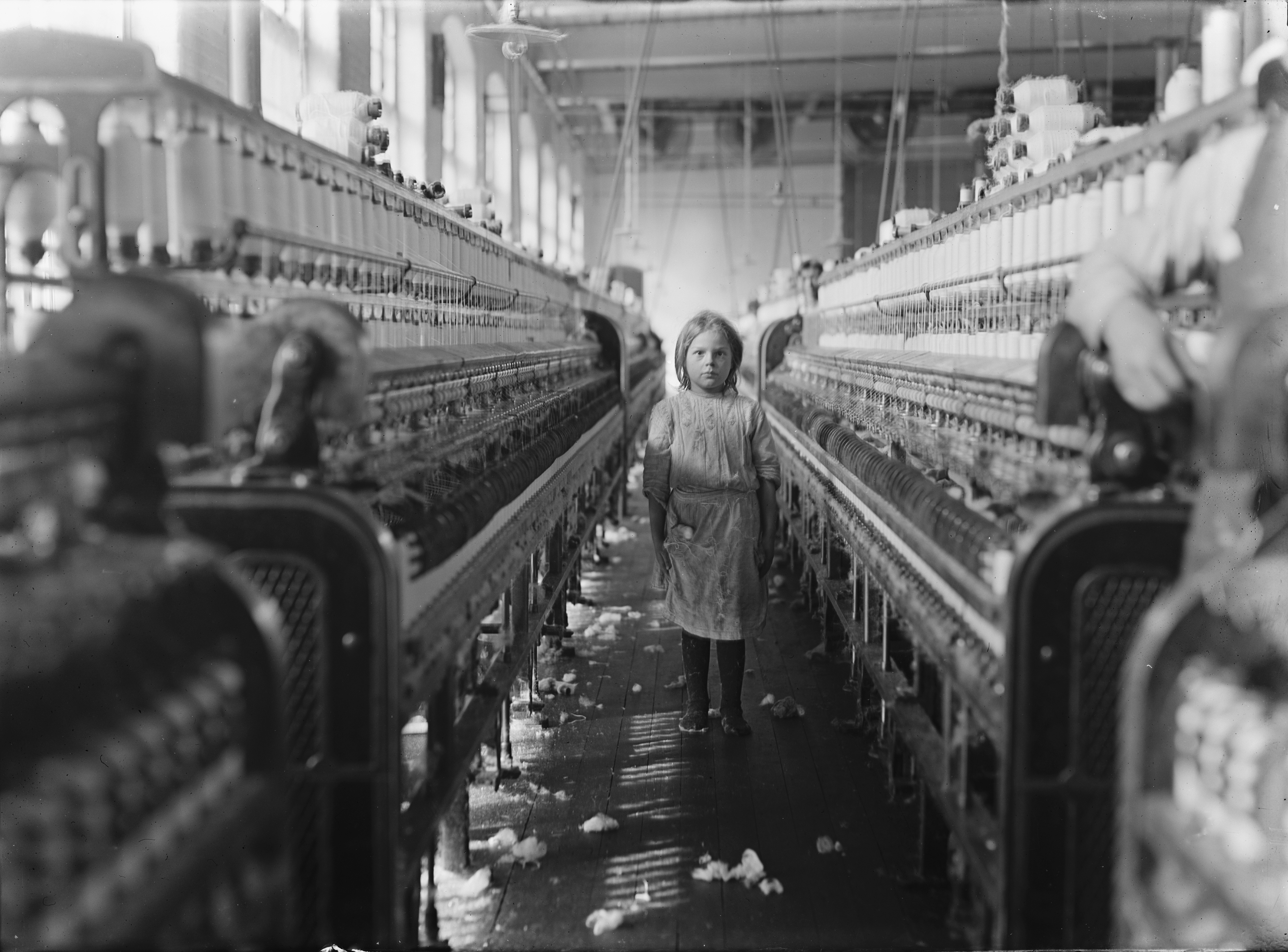
Kinderarbeit, Newberry, South Carolina, 1908

Arbeiterkinder waren oftmals zur Kinderarbeit gezwungen. Sie verdienten für ihre Familien einen dringend benötigten Lohn hinzu und sorgten so oftmals für deren Überleben. Mit der Industrialisierung in Europa und den USA nahm die Kinderarbeit extrem gesundheitsgefährdende Ausmaße an. Zum Teil mussten die Kinder bis zu 90 Stunden wöchentlich arbeiten. 1788 waren zwei Drittel der Arbeiter in den neuen wasserbetriebenen Textilfabriken in England und Schottland Kinder. Ein englisches Arbeitszeitgesetz von 1802 sah einen Normalarbeitstag von 15 Stunden vor. Erst 1833 kam es zu einer Begrenzung der Arbeitszeit von Kindern und Jugendlichen. Anfang des 19. Jahrhunderts waren ein Drittel der Fabrikarbeiter in den USA zwischen 7 und 12 Jahre alt.
Noch 1858 arbeiteten – trotz des Regulativs vom 9. März 1839, das Fabrikarbeit von Kindern unter 9 Jahren verbot – 12.500 Kinder im Alter von 8 bis 14 Jahren in preußischen Fabriken. Erste Warnungen angesichts deren gesundheitlicher Verelendung gingen hier vom preußischen Heer aus, das bei seinen Rekruten damit konfrontiert wurde. Als Folge der Kinderarbeit wurde in Preußen die Gewerbeaufsicht gegründet, das Verbot der Kinderarbeit wurde bis zum 12. Lebensjahr ausgedehnt. Allerdings war für Zwölf- bis Vierzehnjährige noch immer ein zwölfstündiger Arbeitstag zugelassen.
Historisch sollte Kinderarbeit durch den Arbeitsschutz und die allgemeine Schulpflicht unterbunden werden. Neben gesundheitlichen Schäden war eine Folge der Kinderarbeit die mangelnde Bildung.

### Bildung für Arbeiterkinder während der Industrialisierung

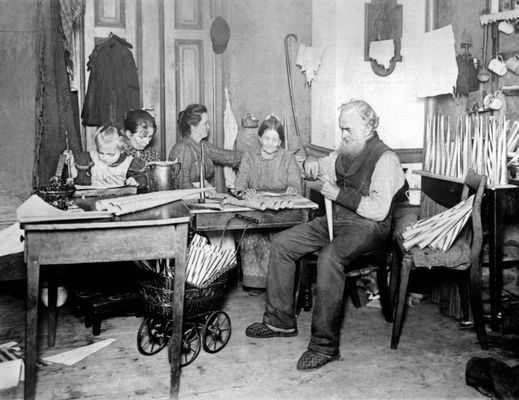
Eine Familie in Deutschland um 1900, die in einem Raum arbeitet, wohnt, kocht und schläft

Mit dem im 18. Jahrhundert verabschiedeten preußischen Generallandschulreglement wurde eine Vorstufe zur Schulpflicht eingeführt. Nach den Gymnasien und den Realschulen entstanden im 19. Jahrhundert auch flächendeckend Volksschulen. Für Arbeiterkinder war der Bildungsgang über diese Schule vorgesehen. Bis zur Weimarer Republik musste aber auch für die Volksschule noch Schulgeld gezahlt werden. Arbeiterkinder wurden – wie Bauernkinder – frühzeitig aus der Schulbildung genommen, um für den Familienunterhalt mit zu sorgen.
Der Schulbesuch in Preußen stieg von 50 % um 1800 auf 100 % um 1900. In derselben Zeit veränderte sich der Schulbesuch von sehr unregelmäßig zu regelmäßig. Allerdings bestand eine dramatische Kluft zwischen Stadt und Land. Um 1900 betrug der Schulbesuch in den unteren Schichten sieben Jahre. Um 1800 waren etwa 25 % der preußischen Bevölkerung in der Lage, Texte zu entziffern, um 1830 waren es um die 30 %, danach stieg die Quote pro Jahrzehnt 10 % mehr auf nahezu 100 % um 1900.
Für die soziale Stabilisierung wurden die unterschiedlichen Inhalte wichtig, die in den Schulunterricht eingeführt wurden. Über Kunst, Literatur und Musik sprach man in den gebildeten Schichten. In den unteren Schichten bot die Alltagskultur andere Themenschwerpunkte an; mit dem Ergebnis, dass eine Vermischung der Schichten für alle Beteiligten unattraktiv wurde: Man teilte die Themen nicht, die in den verschiedenen Schichten interessant waren, sobald man Schichten wechselte.
Die Schulen im 19. Jahrhundert waren zunächst als Ganztagsschulen konzipiert. Die Schule ging von 7 bis 12 Uhr (im Winter ab 8 Uhr) und von 14 bis 16 Uhr, was der Arbeitswelt insbesondere im Handwerk entsprach. Danach wurden in Deutschland erst in den Gymnasien, dann in den Volksschulen die Vormittagsschulen eingeführt. Ende des 19. Jahrhunderts kam es in Deutschland zufolge der erhöhten Bildungsnachfrage zu Schließungseffekten: Gymnasien wurden über das Schulgeld zu Eliteeinrichtungen. Parallel zur Halbtagsschule wurde das dreigliedrige Schulsystem zur Regel. Gleichzeitig wurden Facharbeiterausbildungen etabliert, die insbesondere Arbeiterkindern halfen. Mit der Etablierung der Dualen Ausbildung und des dreigliedrigen Schulsystems war jedoch in Deutschland der Bildungszugang für Arbeiterkinder geringer als in einigen anderen Industriestaaten.

### Politische Konzepte
Ende des 19. Jahrhunderts wandte sich in Deutschland allmählich die Arbeiterfamilie vom bäuerlichen dem bürgerlichen Vorbild zu. Damit einhergehend wurde die Fürsorge- und Erziehungspflicht für Arbeiterkinder immer stärker auf die Mütter verschoben. Allerdings waren Mütter in Arbeiterfamilien im Gegensatz zu Müttern in bürgerlichen Familien in der Regel berufstätig. Die Fröbelschen Halbtagskindergärten, die als familienergänzende Bildungseinrichtungen konzipiert waren, wurden vor allem von Bürgerkindern besucht, für Arbeiterkinder waren bestenfalls Verwahranstalten vorgesehen.

## Arbeiterkinder nach dem Ersten Weltkrieg
Nach dem Ersten Weltkrieg änderte sich die Gesellschaft in einer Weise, die von Antonio Gramsci als Fordismus bezeichnet wurde. Das neue Gesellschaftsmodell basierte auf der Herstellung von Massengütern, deren Konsum, sowie der zunehmenden Etablierung des Sozialstaates und der Verbürgerlichung des Lebensstils der Arbeiterfamilie.
Ein Eindruck von der Lebenswirklichkeit von Arbeiterkindern in der ersten Hälfte des 20. Jahrhunderts lässt sich durch Klaus Kordons mehrfach preisgekrönte Jugendbuchtrilogie gewinnen. Sie beschreibt das Leben einer Arbeiterfamilie von der Novemberrevolution 1918 (Die roten Matrosen) über die Etablierung des nationalsozialistischen Regimes (Mit dem Rücken zur Wand) bis zum Ende des Zweiten Weltkrieges (Der erste Frühling) aus der Sicht von Arbeiterkindern.

### Politische Konzepte

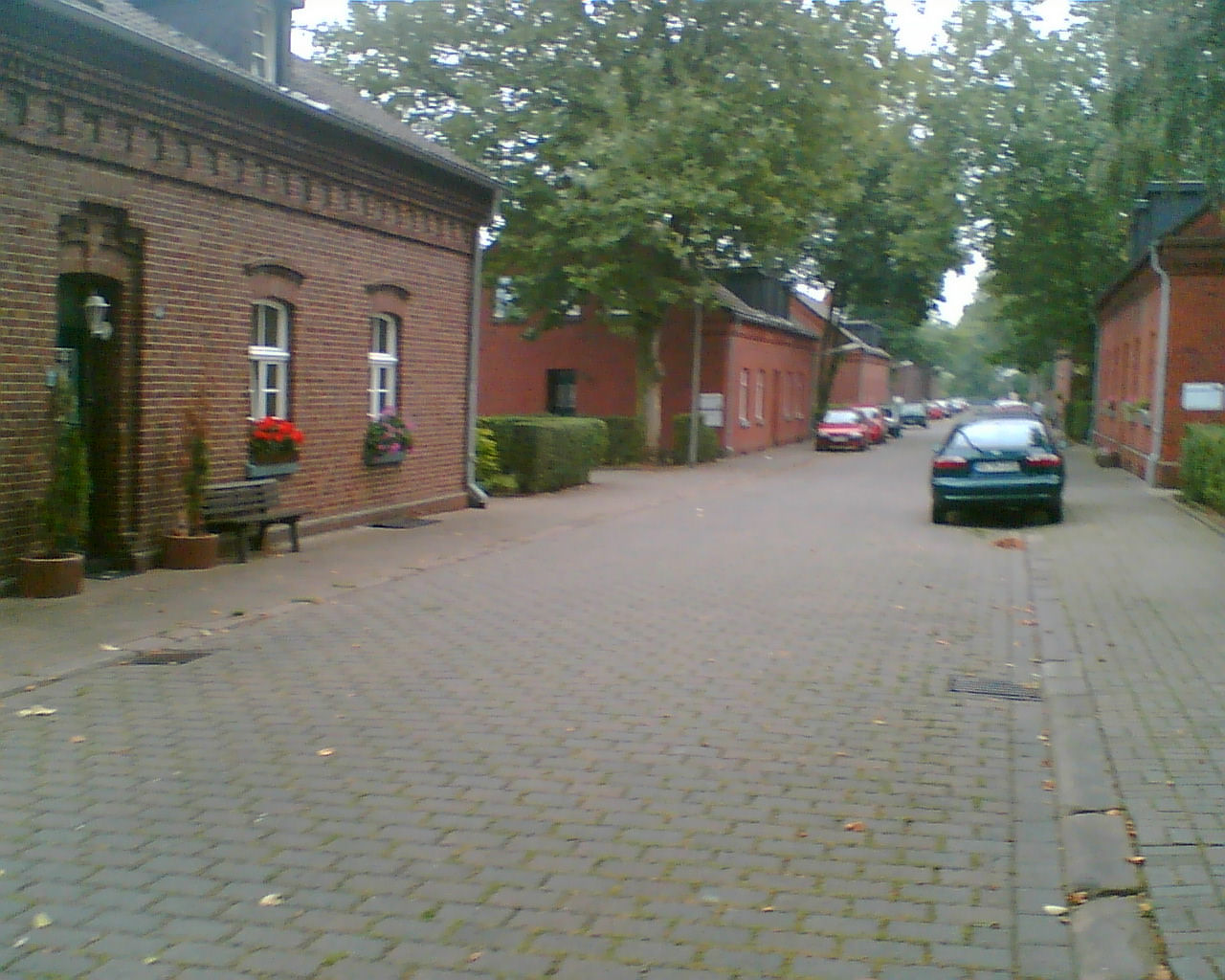
Arbeitersiedlung Eisenheim

Durch die Landflucht im Zuge der Industrialisierung wurden in Großstädten, in Deutschland vor allem in Berlin, Hamburg und Essen, Mietskasernen für die Unterschicht errichtet. In Wien wurden diese Häuser unter der Bezeichnung Zinshaus bekannt. An das repräsentative Vorderhaus schlossen sich mehrere aneinandergebaute Hinterhäuser an, so dass dazwischen nur noch enge, meist rechteckige Höfe frei blieben, in die kein Sonnenlicht fiel. Eine Abfolge von drei oder vier Hinterhöfen war keine Seltenheit. Oftmals wurden die Wohnungen von den Arbeiterfamilien noch untervermietet, so dass sich eine mehrköpfige Familie die Wohnküche teilen musste. Besonders für Kinder waren diese Lebensbedingungen äußerst ungesund (vgl. die „Soziale Frage“).
Ab Mitte des 19. Jahrhunderts wurden Arbeitersiedlungen von Betrieben als Werksiedlungen für ihre Arbeiter und Angestellten errichtet. Dies geschah, um Arbeiter durch betriebsnahe Wohnungen an ihre Arbeitsstelle zu binden. Darüber hinaus ging es darum, das Industrieproletariat zu verbürgerlichen, indem dieses das Konzept der bürgerlichen Kleinfamilie übernehmen sollte. Anfang des 20. Jahrhunderts übernahmen die Krupp-Siedlungen diese Funktion.
Finanziert wurde der Bau von Arbeitersiedlungen zum Teil durch staatliche Förderprogramme.
1918 wurde das Schulgeld für Volksschulen abgeschafft, allerdings wurde noch bis in die 1950er Jahre hinein in der Bundesrepublik Deutschland für Gymnasien Schulgeld erhoben. So konnten zwar Arbeiterkinder zur Volksschule gehen, schlecht aber auf höhere Schulen. Auch die Prügelstrafe wurde unterschiedlich gehandhabt. Während es üblich war, in den Volksschulen die Jungen und Mädchen mit dem Rohrstock zu züchtigen, wurde die Prügelstrafe in den Gymnasien sehr früh zurückgedrängt (allerdings: Schläge mit dem Lineal oder Ohrfeigen in der Unterstufe). Auch in (handwerklichen) Ausbildungsbetrieben wurden bis in die 1960er Jahre hinein Kinder geschlagen. In der DDR wurde die schulische Prügelstrafe 1949 abgeschafft, in der Bundesrepublik Deutschland 1973 (in Bayern 1983).

### Typische Arbeiterkinder-Erkrankungen
Durch die harte Arbeit, die schlechten Wohnverhältnisse sowie die mangelhafte Ernährung und medizinische Betreuung der Arbeiterinnen waren Arbeiterkinder schon vorgeburtlich einem vergleichsweise großen Gesundheitsrisiko ausgesetzt. Otto Rühle beschrieb 1925 die gesundheitliche Situation von Arbeiterkindern folgendermaßen:

### Zur Psychologie von Arbeiterkindern
Eine Kritik an psychologischen Theorien wie der Psychoanalyse lautet, dass diese in einem bürgerlichen Umfeld entstanden seien und so die psychische Verfasstheit von Arbeitern verkennen würden. Allerdings gab es auch spezielle, arbeiterliche Untersuchungen.
Otto Rühle untersuchte in den ersten Jahrzehnten des 20. Jahrhunderts die Psyche von Arbeiterkindern. Mit den Begriffen der Individualpsychologie Alfred Adlers glaubte er einen Minderwertigkeitskomplex bei Arbeiterkindern festzustellen, dessen Auswirkung mit dem adlerschen Ausdruck der proletarischen Protestmännlichkeit beschrieben werden könne. Diese Protestmännlichkeit finde sich eher bei Arbeitersöhnen und bei Töchtern aus dem Bürgertum. Arbeitertöchter seien als Kinder, als Mädchen und als Arbeiterkinder dreifach unterdrückt, was die Entwicklung eines aggressiven Protestverhaltens hemme. Rühle entwickelte für die Individualpsychologie einen Fragebogen, mit dessen Hilfe der Habitus von Arbeiterkindern gezielter erforscht werden sollte. Als einzige Möglichkeit der Befreiung sah Rühle, der sich zu dieser Zeit in seinen politischen Überzeugungen dem Anarchismus annäherte, den Aufbau einer von Arbeiterkindern selbstorganisierten anarchistischen Jugendbewegung.

### Geschichte der Arbeiterjugendbewegung
Zur Arbeiterjugendbewegung zählen Jugendorganisationen, die Jugendliche und Kinder hauptsächlich aus Arbeiter- und Angestelltenfamilien als Mitglieder haben. Im Einzelnen sind dies die nachfolgend angeführten Organisationen.

#### Kinderfreunde / Rote Falken (Österreich)
Anton Afritsch gründete 1908 in Graz gemeinsam mit sechs Männern und sieben Frauen den „Arbeiterverein Kinderfreunde“. Unter anderem wurden Ferienaktionen für Arbeiterkinder organisiert. 1917 wurde der „Reichsverein Kinderfreunde“ gegründet. Der erste Reichsobmann war der Reichsratsabgeordnete Max Winter. 1918 folgte das erste Ferienwohnheim, 1919 wurde die erste Erzieherschule des „Arbeitervereins Kinderfreunde“ gegründet. An der Geldsammelaktion „Kinderheller“ für die „Kinderfreunde“ beteiligten sich 1921 mehrere Betriebe.
1925 wurde die Organisation Rote Falken gegründet. 1934 drängte der Austrofaschismus sowohl die Roten Falken als auch die Kinderfreunde (deren Mitgliederzahl auf 100.000 angewachsen ist), in den Untergrund.

#### Sozialistische Arbeiterjugend – Rote Falken (Deutschland)
Am 10. Oktober 1904 wurde die erste Organisation der Arbeiterjugend gegründet. An diesem Datum schlossen sich 24 junge Arbeiter und Lehrlinge in Berlin zum „Verein der Lehrlinge und jugendlichen Arbeiter Berlins“ zusammen. Anlass war der Selbstmord des Schlosserlehrlings Paul Nehring in Berlin. Dieser setzte seinem Leben im Juni 1904 ein Ende, nachdem er die körperlichen Misshandlungen seines Lehrmeisters nicht mehr ertragen konnte. Im gleichen Jahr gründete sich ebenfalls in Mannheim eine Arbeiterjugendorganisation. Heinrich Arnulf Eildermann textete 1907 für diese Bewegung das Lied Dem Morgenrot entgegen. Am 29. Oktober 1922 wurde die Sozialistische Arbeiterjugend (SAJ), am 13. November 1923 die Kinderfreunde Deutschlands gegründet. Die Bezeichnung Falken kam gegen Ende der 1920er Jahre in den Gruppen der älteren Kinderfreunde auf. Aber auch die Jüngeren in der SAJ bezeichneten sich selbst als „Rote Falken“. Der Anstoß dazu kam aus Österreich. Die Falken waren damals eine der ersten Gruppen, die sich mit Kinder- und Jugendrechten auseinandersetzten und alternative Erziehungskonzepte (Kurt Löwenstein) diskutierten. Bekannt wurden die Falken damals unter anderem über die ersten Kinderrepubliken. Die erste Kinderrepublik fand 1927 in Seekamp mit mehreren tausend Kindern statt.
In den letzten Jahren der Weimarer Republik schloss sich die SAJ Bündnissen wie dem Jungbanner (Reichsbanner) und der Eisernen Front an, um den Kampf für die Demokratie paramilitärisch fortzusetzen. Am 2. Mai 1933 wurden die Falken deutschlandweit wie viele andere sozialdemokratische und antifaschistische Gruppen verboten. Viele Falken wurden ab 1933 von den Nationalsozialisten inhaftiert. Vereinzelt waren Kinderfreunde und SAJler im Widerstand tätig. Andere konnten ins Ausland flüchten.

#### Naturfreundejugend Deutschlands
Als Gegengewicht zur bürgerlichen Erziehung wurde 1926 die Naturfreundejugend gegründet. Sie entstand aus dem 1895 gegründeten Tourismusverein Naturfreunde, welcher sozialistisch motiviert war und versuchte, Ziele der Arbeiterbewegung mit der Naturerfahrung zu verbinden. Auch die Naturfreunde der Weimarer Republik verbanden politische Forderungen nach dem Acht-Stunden-Tag und besseren Lebens- und Arbeitsbedingungen mit dem Recht des freien Zugangs zur Natur für alle. Die Gründung der Naturfreundejugend diente unter anderem der Bildung des Proletariats.
Die Arbeit der Naturfreundejugend war geprägt durch
- die Auseinandersetzung mit dem erstarkenden Faschismus,
- die Forderung nach der Trennung von Staat und Kirche sowie
- den Protest gegen den Reichsarbeitsdienst, zu dem arbeitslose Jugendliche gezwungen wurden.

#### Christliche Arbeiterjugend
Der Priester Joseph Cardijn gründete die CAJ 1925 in Brüssel. Anliegen Cardijns war es, den jungen Arbeitern ihre Würde bewusst zu machen und sie durch Aktionen und Seminare zu bilden. Sie sollten so ihre Verantwortung für sich und die Gesellschaft wahrnehmen können. Dabei entwickelte er die Methode „sehen – urteilen – handeln“, die in leicht veränderter Funktion später oft Einzug in die Pädagogik der Jugend- und Erwachsenenbildung in Gesellschaft und Kirche fand.

#### Deutsche Schreberjugend
Die Wurzeln der Schreberjugend liegen in Leipzig zur Zeit der Industrialisierung. Dort setzte der Anthropologe und Arzt Daniel Gottlieb Moritz Schreber (1808–1861) sich bereits für eine freie Betätigung und sinnvolle Freizeitgestaltung der Arbeiterkinder, zum Beispiel auf Spielplätzen und Sportanlagen ein. Sein besonderes Augenmerk galt dabei den körperlich beeinträchtigten Kindern und Jugendlichen.
Schon damals war er der Überzeugung, dass das gemeinsame Spiel, oder auch der Sport (insbesondere Turnen) wichtige Bestandteile von Bildungs- und Erziehungsmaßnahmen sein sollten, da sie zu einer körperlich und psychisch langfristigen Gesundheit beitragen. Besonders Behörden und andere an der Erziehung von Kindern und Jugendlichen beteiligten Einrichtungen, sollten entsprechende Aktivitäten deshalb stärker fördern. Aus dieser Grundhaltung heraus, gründete er im Jahr 1845 den ersten Leipziger Turnverein der allgemeinen Jugenderziehung und Jugendpflege. Diese für damalige Zeiten höchst modernen Ansichten hinterließen einen bleibenden Eindruck bei Schrebers Zeitgenossen. Bereits kurze Zeit später, im Jahr 1864, gründete Schrebers Freund Innozenz Hauschild den ersten Leipziger Erziehungsverein und nannte ihn: „Dr. Schreber“.

### Nationalsozialismus / Zweiter Weltkrieg
Arbeiterkinder im nationalsozialistischen Bildungssystem
Die Nationalsozialisten hatten versprochen, im Bildungssystem Arbeiterkindern einen Aufstieg zu ermöglichen. Statt jedoch die bürgerlichen Bildungsprivilegien abzuschaffen, wurde ein neuer Bildungssektor parallel zur herkömmlichen Schule eingeführt. Dies sollte durch die neu geschaffenen Adolf-Hitler-Schulen und die späteren NS-Erziehungsanstalten ermöglicht werden. Die Erziehungsmethoden in diesen Anstalten wurden von ehemaligen Schülern als sadistisch bezeichnet. Die Nationalpolitischen Erziehungsanstalten förderten Arbeiter- und Kleinbürgerkinder, um später eine neue Elite zu bilden. Es gab etwa 35 solche Anstalten. Bis 1941 sollen etwa 6.000 Schüler diese Einrichtungen besucht haben. Diese neue Elite wurde nach rassischen und politischen Kriterien ausgewählt. Ab 1938 konnte auch ohne Abitur studiert werden. Zwar gab es die sogenannten Langemarckstipendiate für Arbeiter- und Bauernsöhne, diese Stipendiaten stellten 1939 jedoch nur 0,14 % der Studenten. Dass 1938 die Arbeiterkinder nur 2 % der Studierenden ausmachten und 9 % der Abiturienten, zeigt, dass eine wirkliche Öffnung des herkömmlichen Bildungssystems ausblieb.
Auch die Hitler-Jugend und der Bund Deutscher Mädel erlaubten zunächst für Arbeiterkinder einen sozialen Aufstieg. So rekrutierte sich bis 1936 die Mehrheit der HJ-Führer aus Arbeiterfamilien, danach jedoch aus dem gebildeten Mittelstand. Für Arbeiterkinder war die Mitgliedschaft noch lange freiwillig, während Beamte schon Mitte der 1930er Jahre verpflichtet wurden, ihre Kinder in die HJ zu schicken.

### Arbeiterkinder in der DDR
Das Bildungssystem der DDR wurde nach dem Zweiten Weltkrieg ganz neu geschaffen. Aufgrund der Entnazifizierung des nationalsozialistischen Bildungssystems waren weder Lehrer noch Unterrichtsmaterialien für die Schüler vorhanden. Mit der Heranbildung und Einstellung von sogenannten Neulehrern, die großteils aus der Arbeiterklasse stammten, wurde dieser Notstand behoben. Das dreigliedrige Schulsystem wurde durch eine achtjährige polytechnische Schule ersetzt, die man zwei weitere Jahre besuchte, um den mittleren Schulabschluss zu erreichen oder eine Delegierung an die zum Abitur führende Erweiterte Oberschule anzustreben. Hiefür war neben den schulischen Leistungen die soziale Herkunft (Arbeiterkinder wurden bevorzugt), die Gleichbehandlung der Geschlechter (Jungen-Mädchen-Quote) sowie die politische Einstellung und das Engagement in der FDJ. Auch wurden Schüler mit Berufswünschen wie Offizier oder Lehrer, für die dringend Bewerber gesucht wurden, bevorzugt aufgenommen. In den Bestimmungen für die Aufnahme an einer Hochschule 1947 sollte, wenn der Beruf Arbeiter angegeben wird, beigefügt werden: Empfänger von soundsoviel Lohn im April 1945 und die Arbeitsstelle; beim Beruf Kleiner Bauer war die Größe des bewirtschafteten Landes in Hektar anzugeben.
In der DDR bestanden zwischen 1949 und 1963 Arbeiter-und-Bauern-Fakultäten (ABF). Unter anderem sollten hier Arbeiterkinder zum Abitur geführt werden. ABFs gab es z. B. an der Universität Rostock und der Universität Greifswald. Der Schriftsteller Hermann Kant, Absolvent der ABF Greifswald, hat diese Einrichtungen in seinem Buch Die Aula als (Rück-)Schauplatz gewählt.
Eine ähnliche Institution in der Bundesrepublik Deutschland war die Akademie für Arbeit und Politik in Hamburg.
In den 1950er Jahren führten diese verschiedenen Maßnahmen dazu, dass Arbeiterkinder erstmals ihrem relativen Bevölkerungsanteil entsprechend an den Hochschulen vertreten waren.
Seit Ende der 1950er Jahre kam es zu einer Phase zunehmender sozialer Schließung, in der das ehemalige bürgerliche Bildungsprivileg allmählich durch ein Bildungsprivileg der neu entstandenen „sozialistischen Intelligenz“ ersetzt wurde. Ursache für diesen Wandel war zum einen die Auflösung der Arbeiter-und-Bauern-Fakultäten, zum anderen ein geändertes Zulassungsverfahren: Während noch bis 1963 die Massenorganisationen über die Zulassungsbestimmungen entschieden, waren es danach nur noch die Universitäten und Hochschulen selbst. Begründet wurde dieser Wandel mit der Politik des Neuen Ökonomischen Systems, wonach von nun an bildungsökonomische Determinanten entscheiden sollten, die Studienplatzvergabe richtete sich also nach dem Bedarf an Absolventen in den jeweiligen Studienrichtungen. Zwar waren bis zum Ende der DDR 60 % der Studienplätze für Arbeiterkinder vorbehalten, doch der tatsächliche Anteil studierender Arbeiterkinder sank seit dem Ende der 1950er Jahre kontinuierlich ab, bis er schließlich selbst das Niveau der BRD unterschritt. So betrug der Anteil der Arbeiterkinder an den DDR-Hochschulstudenten im Jahr 1958 noch 53 %, im Jahr 1967 dagegen nur noch 30 % und schließlich Ende der 1980er Jahre lediglich 10 %. Da diese Entwicklung dem Selbstverständnis der DDR-Führung widersprach, fanden sich ab 1967 in den Statistischen Jahrbüchern der DDR auch keine Angaben mehr zur sozialen Herkunft der Studenten.
Zudem wurde auch der Arbeiterbegriff selbst mit der Zeit immer weiter gefasst. So zählte etwa ein Offizier trotz seines Hochschulabschlusses, wenn er zuvor eine Berufsausbildung absolviert hatte,  weiter als „Arbeiter“, und zeitweise galten selbst Kinder von Führungskadern und von „Kämpfern gegen den Faschismus“ allein dadurch als „Arbeiterkinder“.

### Arbeiterkinder in der Bundesrepublik Deutschland 1946–1965
Nach der Befreiung vom nationalsozialistischen Regime setzen die Alliierten eine Kommission ein, die ergründen sollte, inwiefern das deutsche Bildungssystem mit zur Entfaltung des Nationalsozialismus in Deutschland beigetragen hatte. Nach ihrem Leiter George F. Zook benannt, kam die Zook-Kommission zu dem Schluss, dass die sehr frühe Aufteilung der Schülerschaft durch das dreigliedrige Schulsystem ein Standesdenken fördere, welches seinerseits eine Untertanenmentalität hervorbringe. Daher empfahl die Kommission (Direktive 54 der Alliierten Kontrollbehörde) die Ersetzung dieses Schultyps durch eine Einheitsschule, die sich aus einer sechsjährigen Grundschule und darauf aufbauenden Abschnitten zusammensetzen sollte, nicht jedoch aus verschiedenen Schulformen.
In den westlichen Besatzungszonen wurde dieser Empfehlung nur sehr sporadisch nachgegangen und schließlich einigten sich 1955 die Kultusminister in der jungen Bundesrepublik auf die Beibehaltung des alten Schulsystems.
In der Regel hieß es für Arbeiterkinder damit weiterhin, dass sie zur Volksschule gingen, um dann mit 14 einem Ausbildungsberuf oder einer Hilfsarbeiterbeschäftigung nachzugehen. Während 1955/56 die Untere Unterschicht in der Bundesrepublik Deutschland 38,6 Prozent der Bevölkerung ausmachte, konnten innerhalb der Studierendenschaft nur 0,5 Prozent dieser Schicht zugeordnet werden. Aus diesem Grund hatte der DGB gesellschaftspolitische Korrekturen ergriffen, u. a. durch die Hochschule für Wirtschaft und Politik sowie durch die Förderungsmaßnahmen der Hans-Böckler-Stiftung.
Ralf Dahrendorf machte 1965 auf diese Bildungsbenachteiligung in seiner Untersuchung Arbeiterkinder an deutschen Universitäten aufmerksam. Eine ethnologische Untersuchung der kalifornischen Stanford University kam zu dem Schluss, dass der Unterricht für Arbeiterkinder Anfang der 1960er-Jahre in Baden-Württemberg im Einüben normativer Sinnsprüche bestand. Diskretion und Takt von Lehrern gegenüber Arbeiterkindern gab es nur in Ausnahmefällen. Die Auswertung ergab weiterhin, dass Schüler in den Volksschulen regelmäßig geohrfeigt wurden: für schlampige Hausarbeiten, Streit, Widerworte, verschmutzte Kleidung, ungewolltes Beschädigen von Schulmaterial, schlechte Tischmanieren oder langsames Essen. Bis 1962 wurde an Gymnasien noch Schulgeld erhoben. Bis 1970 bestanden darüber hinaus Studiengebühren, die ebenfalls Arbeiterkinder von der Universität abschreckten. Erst die Bildungsreformen der 1970er-Jahre führten dazu, dass sich allmählich der Anteil der Arbeiterkinder an Hochschulen von 6 % 1963 auf den Höhepunkt von 18 % 1982 steigerte.
In den 1950er-Jahren entwickelten einige Arbeiterkinder in West-Deutschland eine Jugendkultur, die von außen abwertend als Halbstarke oder Rowdys bezeichnet wurden. Diese Gruppe rebellierte gegen familiäre, soziale und gesellschaftliche Autoritäten. Mit dem Begriff Halbstarke wurden schon Anfang des 20. Jahrhunderts Arbeiterjugendliche bezeichnet.
Am 1. Mai 1956 begann der DGB eine Kampagne zur Einführung der 5-Tage-Woche mit 8 Stunden täglicher Arbeitszeit unter dem Motto: „Samstags gehört Vati mir“. Es sollte darauf aufmerksam gemacht werden, dass (Arbeiter-)Kinder das Recht haben sollten, ihren Vater zumindest an zwei Tagen die Woche längere Zeit sehen zu dürfen.
Mit dem Sputnik-Schock begannen fast alle Bundesländer, den Zugang zu Gymnasien zu erleichtern, was mit der Förderung von Arbeiterkindern einherging. Die SPD nannte dies mehr „Chancengleichheit“, die CDU „Chancengerechtigkeit“. Schulgelder waren bereits unüblich, nun fielen auch die Aufnahmeprüfungen weg und die Kapazitäten wurden erweitert. In den 1970er-Jahren fruchteten die Reformen; damit entstand (wie in der DDR bereits in den 1960er-Jahren) eine neue Schicht von jungen Menschen, die als Arbeiterkinder geboren waren, nun aber studierten.

#### Heimkinder
Vor allem Kinder von alleinerziehenden jungen Müttern aus der Arbeiterklasse wurden oft zu Heimkindern. Bis 1970 wurde in diesen Heimen in erheblichem Umfange erzieherischer Missbrauch praktiziert. Laut dem Pädagogik-Professor Ulrich Herrmann war die Heimerziehung in der Zeit von 1945 bis 1970 ein Rückschritt hinter die Heimerziehungsreform der 1920er-Jahre. Der Unterschicht der bürgerlichen Klassengesellschaft sollte mit allen Mitteln Disziplin beigebracht werden. Für den Großteil der Heimkinder hatte diese ‚Pädagogik‘ schwere traumatische Folgen, nur 20 % der Heimkinder gelang es in der Folgezeit, ein normales Leben aufzubauen.
Erst mit Protesten im Sommer 1969 unter dem Motto „Zerschlagt den Heimterror“ aus der APO, welche unter anderem von Gudrun Ensslin und Andreas Baader propagiert wurden, sowie einem Fernsehbeitrag und dem Film/Drehbuch „Bambule“ (1970) der Journalistin Ulrike Meinhof wurde der Tatbestand öffentlich angeprangert und innerhalb kürzester Zeit durch eine menschlichere Heimerziehung ersetzt. Die ehemaligen Heimkinder haben von den verantwortlichen Trägern bislang (Stand 2010) keine materielle Wiedergutmachung erhalten. Für Wiedergutmachungen kämpft seit 2004 der 'Verein ehemaliger Heimkinder'.

## Der BegriffArbeiterkindin der Gegenwart

### Ist der Begriff heute obsolet?

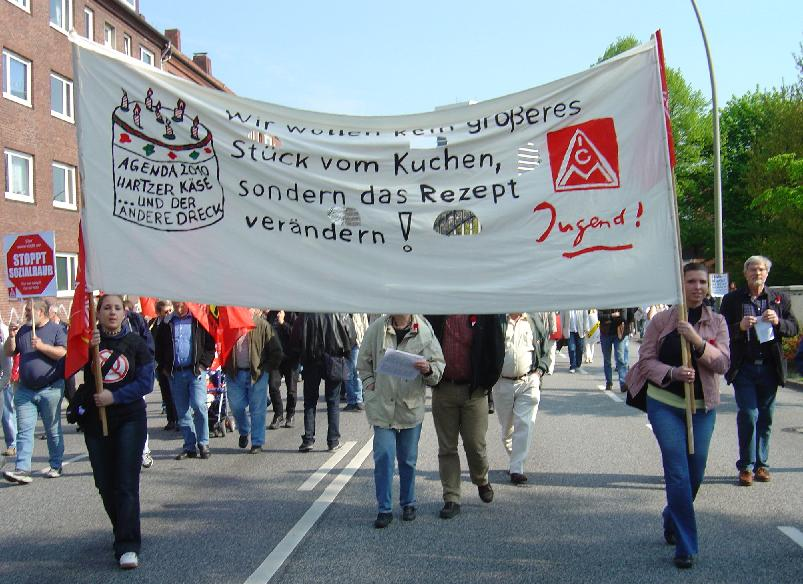
IGM-Jugend in Aktion

Seit Ende der 1960er Jahre ändert sich das oben beschriebene Gesellschaftsmodell. Es ist nicht mehr vom Fordismus, sondern vom Postfordismus die Rede. Traditionelle Arbeiter sind weniger sichtbar und damit scheint auch der Begriff „Arbeiterkind“ obsolet geworden zu sein.
Pierre Bourdieu ging ab den 1960er Jahren davon aus, dass das soziale Umfeld, in dem man aufwächst, den Habitus bestimme. Dies geschehe über eine Konditionierung, die bis zur Pubertät abgeschlossen sei und danach das Leben unbewusst steuere. Den Habitus der beherrschten Klasse bezeichnete Bourdieu als den Notwendigkeitshabitus. Das heißt, dass das Leben vom Standpunkt der Notwendigkeit aus beurteilt wird.
Hieran anschließend hat Michael Vester eine Struktur verschiedener Milieus entworfen. Er ging davon aus, dass die Arbeiterklasse, die im Jahr 1991 in Westdeutschland 22 % der Bevölkerung ausmachte, entsprechend der Werthaltung folgendermaßen differenziert werden könne in:
- Neues Arbeitnehmermilieu 5 % (Werthaltung: modernisiert)
- Traditionsloses Arbeitnehmermilieu 12 % (Werthaltung: teilmodernisiert)
- Traditionelles Arbeitnehmermilieu 5 % (Werthaltung: traditionell)[21]

Franz Schultheis schreibt zu diesem Thema im Nachwort der umfangreichen Untersuchung Gesellschaft mit begrenzter Haftung:

„Dabei gibt es sie durchaus noch, die Welt des Arbeiters, und ihn selbst gibt es auch noch, denn immerhin gehören der Kategorie ‚Arbeiter‘, einer arbeits- und sozialversicherungsrechtlich ‚geschützten‘ Kategorie, noch einige Millionen Bürger an. Es handelt sich demnach keineswegs um eine zu vernachlässigende Randgruppe, auch wenn sie tatsächlich massiv an gesellschaftlicher Sichtbarkeit und Kohärenz, Aufmerksamkeit und Anerkennung verloren zu haben scheint.“

Niedrige soziale Herkunftsgruppe
Das Hochschul-Informations-System (HIS) arbeitet seit 1982 mit dem Konstrukt der sozialen Herkunftsgruppen. Sie haben damit einen Grobindikator für Sozialerhebungen geschaffen, welcher Zusammenhänge zwischen ökonomischer Situation und Bildungstradition im Elternhaus und studentischem Verhalten sichtbar macht. Auch die dreijährlich erscheinende Sozialerhebung des Deutschen Studentenwerkes arbeitet mit diesen vier Herkunftsgruppen (niedrige, mittlere, gehobene, höchste), die sich aus dem Prestige, der Entscheidungsautonomie und der Einkommenshöhe des Berufs der Eltern sowie dem höchsten Bildungsabschluss der Eltern ergibt.
Zu Studierenden mit niedriger sozialer Herkunft würden demgemäß Studierende zählen, deren Eltern
- Beamte des einfachen und mittleren Dienstes (z. B. Schaffner, Amtshilfen, Sekretäre)
- Angestellte mit ausführender Tätigkeit (z. B. Stenotypisten, Verkäufer)
- Facharbeiter, unselbständige Handwerker
- ungelernte, angelernte Arbeiter

sind. Insgesamt umfasst diese Gruppe 49 Prozent der 19- bis 24-Jährigen in der Bundesrepublik Deutschland. Die DSW-Sozialerhebung konstatiert in ihren Berichten eine Zunahme der Bildungsbenachteiligung für diese Gruppe.
Da die Großelterngeneration dieser Gruppe noch überwiegend zur traditionellen Arbeiterklasse zählte und die oben aufgelisteten Berufe weitgehend mit der umgangssprachlich benutzten Terminologie Arbeiter übereinstimmt, ist die Verwendung des Begriffs Arbeiterkinder im heutigen Kontext zwar weniger treffend, aber auch nicht ganz von der Hand zu weisen. Genauer wäre der Begriff Menschen mit niedriger sozialer Herkunft, um eine weitgehend homogene Gruppe zu bezeichnen, die faktisch die Gruppe der Arbeiterkinder „beerbt“ hat.
Siehe auch: Soziale Herkunft
Zur englischen Sprachregelung: working class und poverty class / Straddler
Im englischen Sprachgebrauch werden die Begriffe „working class background“ (Arbeiterklasse-Hintergrund) und „poverty class background“ (Herkunft aus der Klasse der Armen) voneinander unterschieden.
In den USA existiert seit 1995 eine Gruppe mit dem Namen Workingclass Academics. Sie führen einmal jährlich die WCA-Tagung zum Thema Benachteiligung von Studierenden mit einer Herkunft aus Arbeiterfamilien und armen Familien durch. Im Jahr 2003 fand diese Tagung in Großbritannien statt. Arbeiterkinder, die trotz der Bildungsbenachteiligung aufsteigen, werden im englischen Sprachgebrauch auch als Straddler (von engl.: to straddle = spreizen) bezeichnet, da sie sich mit dem einen Bein in der Arbeiterklasse (blue collar = Blaukittel), mit dem anderen in einer höheren Schicht (white collar = Anzugträger) befinden. Hierzu gibt es in den USA viel autobiographische Literatur.

### Migrantenkinder als Arbeiterkinder

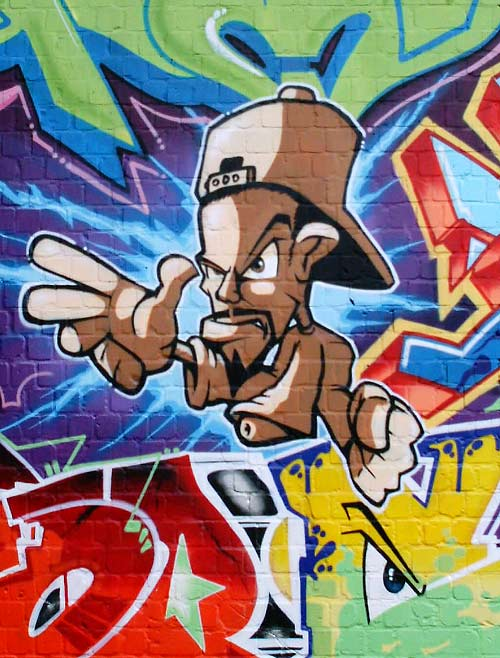
Charakter in einem Graffiti-Bild des Mainzer Writers Can2

Von 1954 bis 1973 warb die Bundesrepublik Deutschland gezielt Arbeitskräfte im Ausland. 1973, im Jahr des Anwerbestopps, lebten hier bereits 4 Millionen so genannte „Gastarbeiter“. Ihre Kinder werden auch oft Migranten der zweiten (bzw. inzwischen dritten) Generation genannt.
Migrantenkinder erfahren in Deutschland eine institutionalisierte Diskriminierung im Bildungswesen. Auffällig ist, dass türkische Migrantentöchter sehr viel häufiger ein Studium beginnen als türkische Migrantensöhne.
Unter Migrantenkindern (vor allem unter den türkischen) ist (Stand 2004) die sogenannte Kanak Sprak als subkulturelles und identitätsstiftendes Element weit verbreitet.

### Durch Arbeiterkinder geprägte Jugendkulturen

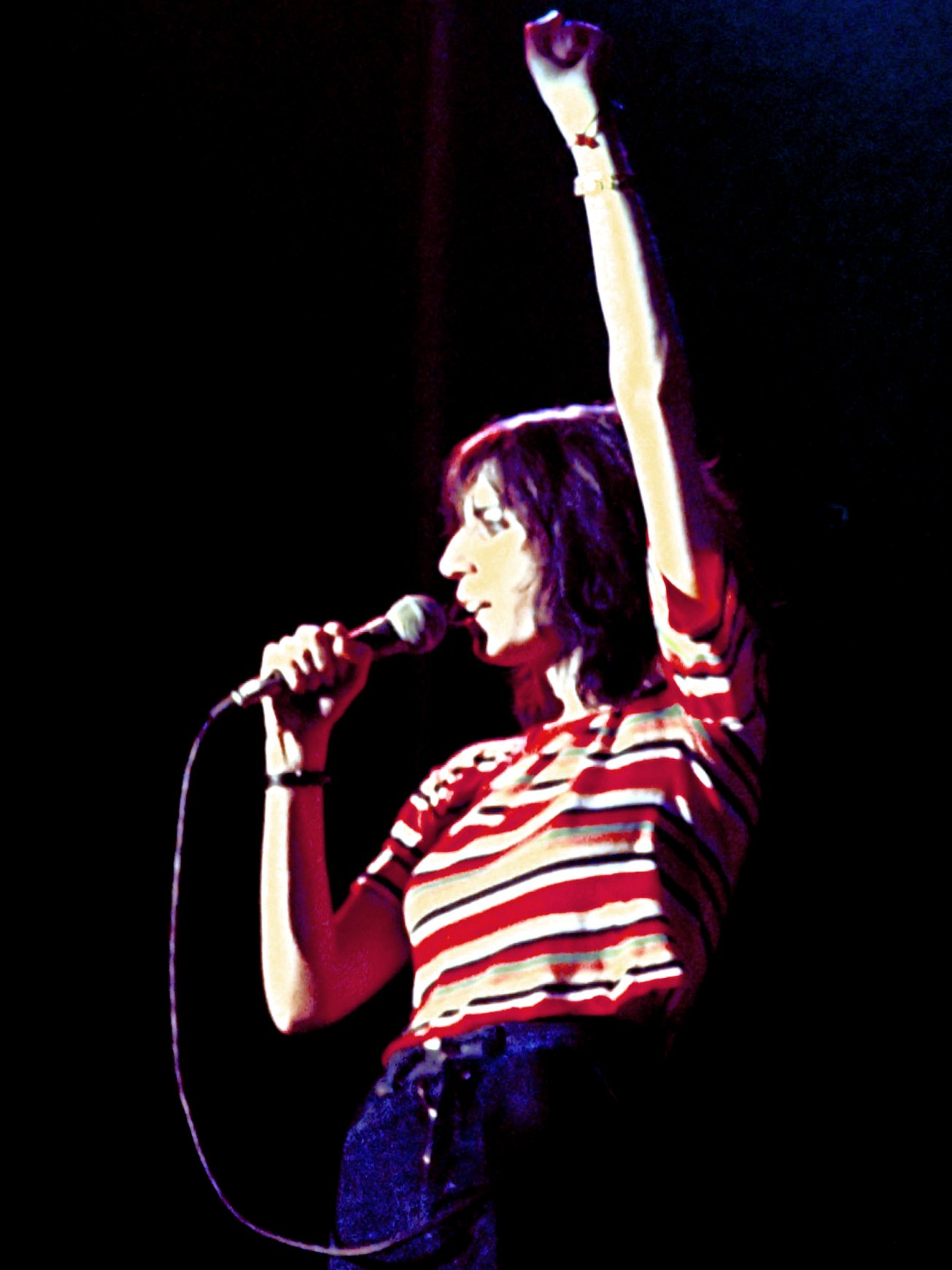
Patti Smith 1976 in Kopenhagen

Arbeiterkinder prägten diverse Jugendkulturen.
In der Rockmusik existierten seit jeher spezielle, auch sozial bedingte musikalische Präferenzen. Hörer aus Arbeiterfamilien beziehen mit ihrer Musik häufig Stellung gegen eine höhere soziale Schicht und konstruieren sich auf diese Weise ein „Wir-Gefühl“. Sie lehnen oft komplexere musikalische Strukturen als dem Bildungsbürgertum zugehörig ab und bevorzugen eine eher „geradlinige“ Musik. Dies korreliert auch mit der Herkunft vieler, speziell britischer Rockmusiker – wie z. B. Eric Burdon, Rod Stewart oder der Beatles –, für welche die Musik häufig die einzig reelle Möglichkeit zum sozialen Aufstieg innerhalb des relativ starren britischen Klassensystems war.
In den frühen 1960er-Jahren entstanden die Mods. Diese suchten sich durch teure Kleidung von ihrer Herkunft aus der Arbeiterklasse zu distanzieren.
Englische Arbeiterjugendliche übernahmen Ende der 1960er-Jahre den Stil der jamaikanischen Rude boys. Aus der schwarzen Rude Boy- und der weißen Mod-Szene entwickelte sich in den britischen Arbeitervierteln die Jugendbewegung der Skinheads. Diese grenzten sich von den Mods ab durch das Tragen von typischer Arbeiterkleidung. Sie wollten die Werte der verschwindenden traditionellen Arbeiterkultur ihrer Heimat aufrechterhalten, was sich durch ihre Kleidung und ihr Verhalten ausdrückte.
Auch die Punk-Bewegung hat ihre Wurzeln sehr stark in den westeuropäischen Arbeitervierteln. So war die englische Punk-Musik vormals unter dem Begriff Working Class Rock’n’Roll geläufig (Siehe auch Oi!).
Im französischen und italienischen Sprachgebrauch fiel Ende der 1960er-Jahre des Öfteren der Terminus Arbeiter-Studenten. Hiermit waren Studierende aus der Arbeiterklasse gemeint. Diese beteiligten sich in den Mai-Unruhen an der besetzten Universität Sorbonne oder an Hausbesetzungen in Italien. Auch in Deutschland gab es Ende der 1960er-/Anfang der 1970er-Jahre Hausbesetzungen von Jugendlichen aus Arbeiterfamilien. So ist zum Beispiel das Georg-von-Rauch-Haus in Berlin fast ausschließlich von Arbeiterjugendlichen besetzt worden. Studenten wurden dort geduldet, linke Uni-Professoren hingegen nicht.
Zumindest in Deutschland entstammten die Protagonisten der frühen Punkbewegung jedoch fast durchweg dem bürgerlichen Milieu.
Auch der Hip-Hop hat seine Ursprünge in der urbanen Unterschicht. Vor allem in US-amerikanischen Innenstädten, aus denen die Industriebetriebe seit den 1970ern wegzogen, wodurch die Arbeitslosenquote unter den schwarzen Arbeiterkindern auf bis zu 40 % stieg, entwickelten diese den Hip-Hop mit seinen Ausprägungen Rap, (MCing), DJing, Breakdance und Writing zu einer immer populärer werdenden Subkultur. In Deutschland entwickelten seit den 1980er Jahren türkische Arbeiterkinder den türkischen Hip-Hop.
In den letzten Jahren hat sich der ursprünglich rassistische und klassistische Begriff White Trash (Weißer Müll), ähnlich wie Nigger bei den Menschen afrikanischer Herkunft, unter Weißen zur Marke entwickelt. Künstler gehen heute offener mit ihrer proletarischen Herkunft um und kokettieren sogar damit. Diese Entwicklung ist wahrscheinlich dem Wunsch nach einer kulturellen Identität dieser Künstler geschuldet und als solche wohl eine Reaktion auf den Urbanismus der Schwarzen, die gern damit prahlen, aus dem Ghetto zu stammen, auch wenn dies oft nicht der Wahrheit entspricht.

### Bildungsbenachteiligung
Laut Grundgesetz darf in der Bundesrepublik Deutschland niemand auf Grund seiner Herkunft, womit auch die soziale Herkunft gemeint ist, benachteiligt werden. Tatsächlich konstatieren diverse Bildungsstudien eine Bildungsbenachteiligung in der Bundesrepublik Deutschland von Menschen mit einer niedrigen sozialen Herkunft. Bis in die 1980er Jahre hat diese Diskriminierung abgenommen. Seit 1990 nimmt sie wieder zu. Dabei hat sich die soziale Benachteiligung verschoben: während noch in den 1970er Jahren „Katholische Arbeitertochter vom Land“ eine Formel für Mehrfachbenachteiligung war, wird heute eher vom „Türkischen Jugendlichen aus dem Problemviertel“ gesprochen. Geblieben ist als Merkmal einer extremen Bildungsbenachteiligung die Herkunft aus Arbeiterfamilien.
Quantitative Bildungsstudien wie PISA und die DSW-Sozialerhebung beziehen sich im Wesentlichen nicht mehr auf den Begriff Arbeiterkind, sondern stellen verschiedene Merkmale zusammen, die eine weitgehend homogene Gruppe abbilden. So spricht die PISA-Studie vom ESCS-Index, womit gemeint ist, dass der ökonomische, soziale und kulturelle Status zu einer Kategorie zusammengefasst wird. Sie weisen auf eine sehr starke Bildungsbenachteiligung hin. Ähnlich verfährt die DSW-Sozialerhebung.
Die Gruppe der Kinder von niedriger sozialer Herkunft beerbt faktisch in der Bildungsbenachteiligung die Gruppe der Arbeiterkinder. Bildungssoziologische Untersuchungen belegen den eindeutigen Zusammenhang zwischen sozialer Herkunft und dem Bildungszugang und -erfolg von Kindern. So kam zum Beispiel Jutta Allmendinger u. a. 2004 zu dem Ergebnis, dass nur 28 % der Arbeiterkinder nach der 10. Klasse die Schwelle zu weiterführenden Schulen überwinden, hingegen 73 % der Kinder von Beamten; nur 6 % der Arbeiterkinder schaffen den Schritt auf Universitäten, dagegen 49 % der Beamtenkinder. Zudem existierten noch immer Arbeiter in traditionellen Arbeiterberufen, deren Kinder einen großen Anteil der Gruppe mit niedriger Herkunft ausmachen. Heute (nach 1990) wird also erneut über die Benachteiligung von „Arbeiterkindern“ diskutiert, da sie nicht ihrem Anteil an der Population entsprechend an Hochschulen vertreten sind. Ob dies den zwar leichteren, aber nicht schwellenlosen Zugangsbedingungen geschuldet ist, oder ob eine spezifische positive Diskriminierung dieses Personenkreises nötig wäre, um mehr von ihnen zu qualifizierten Abschlüssen zu befördern, ist strittig.
In qualitativen Studien zur Bildungsbenachteiligung wird heute noch überwiegend der Terminus Arbeiterkind oder Arbeitertochter benutzt.

### Gesundheitliche Auswirkungen
Wer in einer Arbeiterfamilie aufwächst, hat ein doppelt so hohes Risiko für Depressionen wie ein Kind aus einer Mittelschichtfamilie.
Kinder mit niedrigem sozialen Status sind besonders häufig von Essstörungen betroffen, sie leiden häufiger unter psychischen Krankheiten wie zum Beispiel Hyperaktivität. Junge Mädchen aus unteren Sozialschichten werden im Vergleich häufiger schwanger als jugendliche Angehörige der Mittel- bzw. Oberschicht. In diesem Zusammenhang steht auch die Schulbildung, die einen wesentlichen Faktor darstellt. Für Mädchen mit niedrigerem Bildungsniveau besteht eine statistisch höhere Wahrscheinlichkeit, schwanger zu werden.
Hauptartikel: Sozial bedingte Ungleichheit von Gesundheitschancen

## Arbeiterkinder in den Medien
Filme mit Kindern aus dem Arbeitermilieu
- Die Vorstadtkrokodile
- Die kleinen Strolche
- The Kid
- Billy Elliot – I Will Dance
- Rolltreppe abwärts
- Teufelsbraten

Filme über Jugendliche in sogenannten Problemvierteln
- Boyz n the Hood – Jungs im Viertel
- Hass
- Wut
- Nowhere Boy
- Die Outsider

Milieuskizzen von Arbeiterfamilien in Fernsehsendungen
- Die Fussbroichs. Eine Kölner Arbeiterfamilie
- Ein echter Wiener geht nicht unter
- Kaisermühlen Blues
- Acht Stunden sind kein Tag von Rainer Werner Fassbinder
- Ein Herz und eine Seele
- Familie Heinz Becker

Theaterstücke über Arbeiterkinder
- Grips-Theater: Balle Malle Hupe und Arthur, Doof bleibt Doof, Ein Fest bei Papadakis, Das hältste ja im Kopf nicht aus, Alles Gute

Arbeiterkinder in Liedern
- Franz Josef Degenhardt: Spiel nicht mit den Schmuddelkindern
- Volker Ludwig: Doof gebor’n ist keiner
- Cochise: Der bitterböse Friederich
- Funny van Dannen: Arbeiterkinderdenkmal

## Liste bekannter Arbeiterkinder
- Film und Theater: Karl Merkatz (1930–2022), Peter Sodann (1936–2024); Sandrine Bonnaire (* 1967), Jürgen Vogel (* 1968)
- Gesundheit und Medizin: Walter Machtemes (* 1949)
- Religion: Adolf Exeler (1926–1983), Józef Glemp (1929–2013), August Hlond (1881–1948), Philip Kapleau (1912–2004), Franz Stock (1904–1948)
- Kabarett: Georg Schramm (* 1949), Wilfried Schmickler (* 1954)
- Kunst: Konstantin Stepanowitsch Melnikow (1890–1974); Robert Mapplethorpe (1946–1989), Damien Hirst (* 1965)
- Literatur: Henryk Bereska (1926–2005), Edward Bond (1934–2024), Erich Grisar (1898–1955) Arthur Hailey (1920–2004), Hermann Kant (1926–2016), Reiner Kunze (* 1933), Hans Marchwitza (1890–1965), Walther G. Oschilewski (1904–1987), Seán O’Casey (1880–1964), Theodor Plievier (1892–1955), Benno Pludra (1925–2014), Alan Sillitoe (1928–2010), Adam Scharrer (1889–1948), Uwe Wandrey (Pseudonym: Peer Brax) (* 1939), Arnold Wesker (1932–2016), Gerhard Zwerenz (1925–2015), Frank McCourt (1930–2009); Ralf Rothmann (* 1953), Norbert C. Kaser (1947–1978), Willy Russell (* 1947), Michael Scharang (* 1941), Jürgen Theobaldy (* 1944), Jörg W. Gronius (* 1952)
- Massenmedien: Roger Schawinski (* 1945), Henryk M. Broder (* 1946), Jürgen Domian (* 1958), Roger Köppel (* 1965), Stefan Raab (* 1966)
- Musik: Wolf Biermann (* 1936), Maria Cebotari (1910–1949), Arthur Grumiaux (1921–1986), Paul Hindemith (1895–1963), Johnny Jordaan (1924–1989), Elvis Presley (1935–1977), Rudolf Schock (1915–1986), Fritz Wunderlich (1930–1966); George Harrison (1943–2001), John Lennon (1940–1980), Udo Lindenberg (* 1946), John Lydon (Künstlername Johnny Rotten; * 1956), Van Morrison (* 1945), Inga Rumpf (* 1946), Bruce Springsteen (* 1949)
- Pädagogik und Psychologie: Manfred Günther (* 1948)
- Politik: Juan Velasco Alvarado (1910–1977), Wilhelm Bluhm (1898–1942), Max Brauer (1887–1973), Leonid Iljitsch Breschnew (1907–1982), Ingvar Carlsson (* 1934), Adolf Damaschke (1865–1935), Willy Dehnkamp (1903–1985), Arthur Emmerlich (1907–1942), Kurt Fischer (1900–1950), Per Albin Hansson (1885–1946), Harry Fisher (1911–2003), Keir Hardie (1856–1915), Berthold Haupt (1904–1933), Fritz Heckert (1884–1936), Heinrich Hirtsiefer (1876–1941), Max Hoelz (1889–1933), Erich Honecker (1912–1994), Helmuth Hübener (1925–1942), Walter Kaßner (1894–1970), Ludwig Koch (1909–2002), Günter Mittag (1926–1994), Franz Neumann (1904–1974), Adelheid Popp (1869–1939), Anton Saefkow (1903–1944), John Schehr (1896–1934), Marian Spychalski (1906–1980), Willi Stoph (1914–1999), Karl Wagner (1891–1965); Theo Waigel (* 1939), Joe Biden (* 1942), Bosse Ringholm (* 1942), Gerhard Schröder (* 1944), Tom Ridge (* 1946), Marianne Birthler (* 1948), Wiktor Janukowytsch (* 1950), Wladimir Wladimirowitsch Putin (* 1952), Ivo Sanader (* 1953),  Andrea Ypsilanti (* 1957), Michelle Obama (* 1964); Jörg Leichtfried (* 1967)
- Wissenschaft: Ernst Abbe (1840–1905) (Naturwissenschaftler und Sozialreformer), Heinz Barwich (1911–1966) (Kernphysiker), bell hooks (1952–2021) (Philosophin), Emmett W. Chappelle (1925–2019) (Mediziner, Ernährungswissenschaftler und Biologe), Ernest Just (1883–1941) (Biologe), Georg Klaus (1912–1974) (Philosoph), Christa Luft (* 1938) (Ökonomin), Oskar Negt (1934–2024) (Soziologe), Walter Rodney (1942–1980) (Historiker), Alfred Schmidt (1931–2012) (Philosoph), Boris Alexandrowitsch Tschagin (1899–1987) (Philosoph und Historiker), Günter Wojaczek (1932–1997) (Altphilologe), Howard Zinn (1922–2010) (Historiker und Politikwissenschaftler)

### Geschichte
- Wolfgang Abendroth: Einführung in die Geschichte der Arbeiterbewegung. Von den Anfängen bis 1993. Distel, Heilbronn 1997, ISBN 3-929348-08-X.
- Siegfried Baske, Martha Engelbert (Hrsg.): Zwei Jahrzehnte Bildungspolitik in der Sowjetzone Deutschlands. Dokumente 1945–1965 Teil 1 und 2. Osteuropa-Institut der Freien Universität Berlin 1966.
- Regina Becker-Schmidt, Gudrun-Axeli Knapp: Arbeiterkinder gestern, Arbeiterkinder heute. Neue Gesellschaft, Bonn 1985, ISBN 3-87831-417-5.
- Margarete Flecken: Arbeiterkinder im 19. Jahrhundert. Eine sozialgeschichtliche Untersuchung ihrer Lebenswelt. Beltz Verlag, Weinheim/Basel 1981, ISBN 3-407-54116-3.
- Ulla Hahn: Das verborgene Wort. dtv, München 2003, ISBN 3-423-13089-X.
- Edwin Hoernle: Grundfragen proletarischer Erziehung. Hrsg. von Lutz von Werder und Reinhart Wolff, Fischer Taschenbuch, Frankfurt am Main 1973, ISBN 3-436-01878-3.
- Hermann Kant: Die Aula. Roman. Berlin 2004, ISBN 3-7466-1190-3.
- Klaus Kordon: 1848. Die Geschichte von Jette und Frieder. Roman. Weinheim/Basel 1998, ISBN 3-407-79761-3.
- Klaus Kordon: Die roten Matrosen oder Ein vergessener Winter. Roman. Weinheim/Basel 1998, ISBN 3-407-78771-5.
- Klaus Kordon: Mit dem Rücken zur Wand. Roman. Weinheim/Basel 1999, ISBN 3-407-80061-4.
- Klaus Kordon: Der erste Frühling. Roman. Weinheim/Basel 1999, ISBN 3-407-79615-3.
- Sebastian Kurme: Halbstarke. Jugendprotest in den 1950er Jahren in Deutschland und den USA. Campus Forschung, New York/Frankfurt 2006, ISBN 3-593-38175-3.
- Gero Lenhardt, Manfred Stock: Bildung, Bürger, Arbeitskraft. Schulentwicklung und Sozialstruktur in der BRD und der DDR. Suhrkamp Taschenbuch Wissenschaft, Frankfurt am Main 1997, ISBN 3-518-28921-7.
- Martin Andersen Nexö: Ditte Menschenkind. Aufbau-Tb-Verlag, ISBN 3-7466-5123-9.
- Maria Röhring, Eine ländliche Arbeiterfamilie der vorindustriellen Zeit, Coppenrath, 1985, PDF-online mit 116 Seiten bei lwl.org.
- Otto Rühle: Kinder-Elend. Proletarische Gegenwartsbilder. 1906.
- Otto Rühle: Das proletarische Kind. Eine Monographie. 1911.
- Otto Rühle: Die Seele des proletarischen Kindes. 1925.
- Otto Rühle Das Proletarische Kind. Monatsblätter für proletarische Erziehung. Verlag am andern Ufer, Dresden/Leipzig (1. Jg. 1925 – 2. Jg. 1926).
- Martin Stadelmeier: Zwischen Langemark und Liebknecht. Arbeiterjugend und Politik im Ersten Weltkrieg. Die Falken, Bonn 1986, DNB 870058762.
- Bruno Schoning (Hrsg.): Arbeiterkindheit. Kindheit und Schulzeit in Arbeiterlebenserinnerungen. Päd. extra Buchverlag, reprint 5, Bensheim 1979, ISBN 3-921450-73-X.